# 隆德工学院
隆德工学院是隆德大学的八个学院之一。1961年成立的隆德理工大学曾经是一个独立的机构，由瑞典皇家工学院的校长监管。1969年的秋季学期合并于隆德大学，成为隆德工学院，但瑞典语仍旧保留原校名(隆德理工大学)。学院成立之初的六个系分别为，物理，电子，机械，土木工程，建筑设计和化学。教学楼的主体结构由建筑师Klass Anshelm设计。

## 学院结构

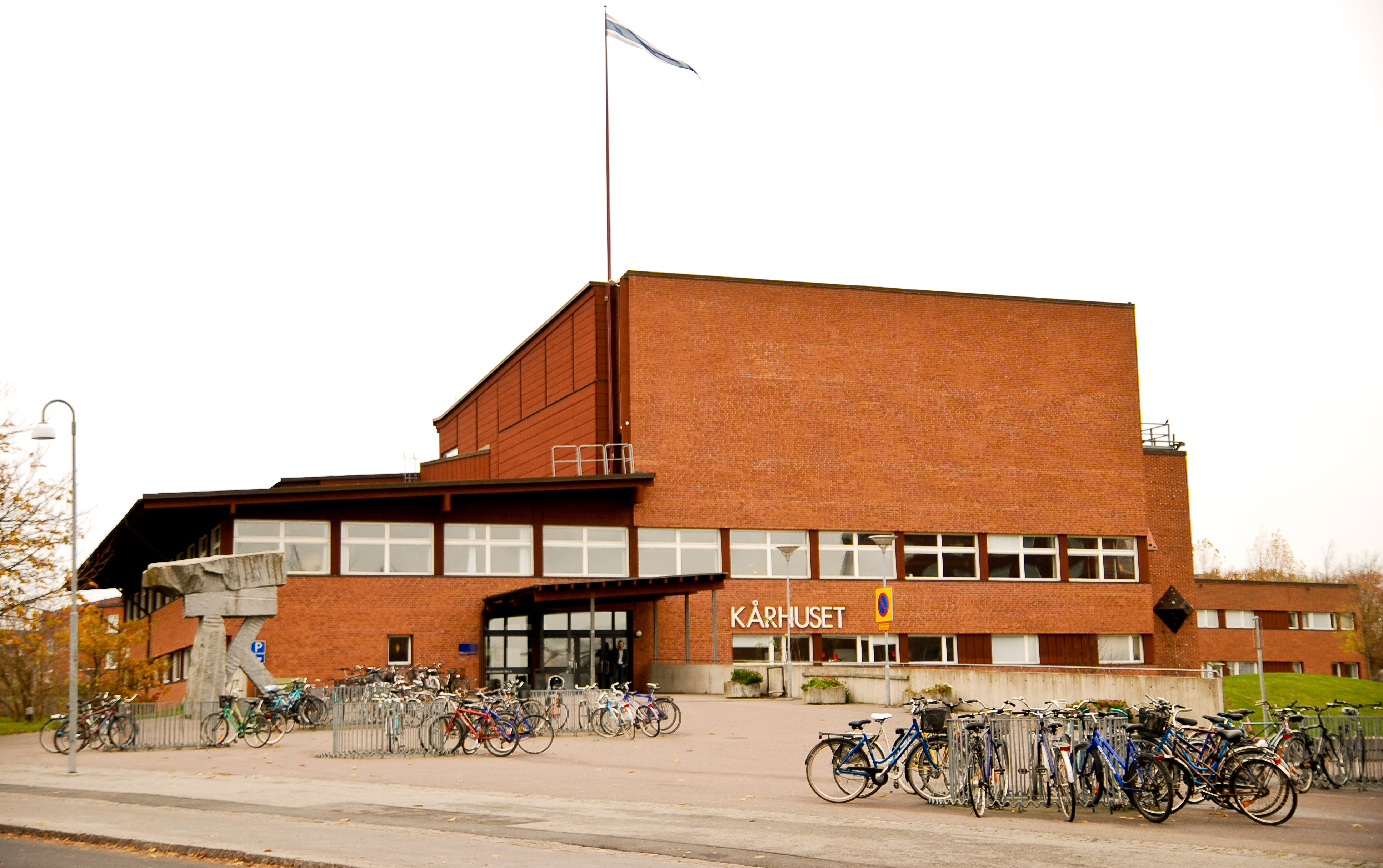
隆德工学院学联

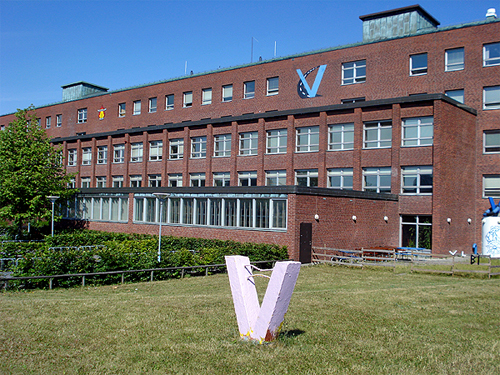
水路系教学楼

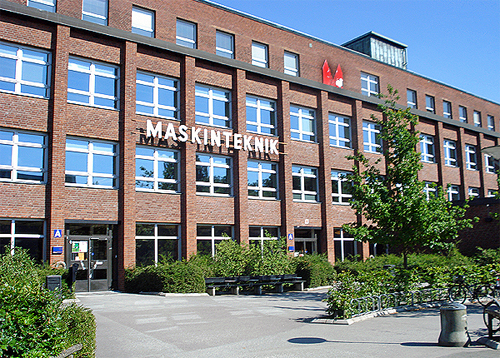
机械系教学楼

### 系[4]
- 建筑设计和建筑环境

- 生物医药技术

- 建筑环境技术

- 建筑科学

- 计算机科学

- 设计科学

- 电子和信息技术

- 能源科学

- 物理

- 免疫技术

- 化学

- 化学技术

- 食品技术

- 机械技术

- 数学中心

- 控制技术

- 技术和社会

- 技术经济和运输

- 交通飞行

## 学期
隆德工学院的一个学年分为两个学期，新生报到一般在8月中旬。
- 秋季学期分两个季度：9月和10月，11月初至1月底。
- 春季学期分两个季度：1月初至3月底，4月初至6月底。
- 假期：7月和8月。
- 授课，作业和考试以星期为单位。